# Casa Hartman
La Casa Hartman (Hartmanin liiketalo in finlandese) è uno storico edificio commerciale della città di Vaasa in Finlandia. 

## Storia
L'edificio venne eretto tra il 1911 e il 1913 secondo il progetto dell'architetto finlandese Kauno Kallio su iniziativa di Erik Hartman, il cui negozio di ferramenta s'installò al piano terra dell'edificio. Nel corso degli anni il palazzo ha ospitato, oltre alla ferramenta Hartman e ai suoi uffici, degli alloggi, dei negozi e dei ristoranti.

## Descrizione
Il palazzo occupa un lotto d'angolo nel quartiere di Keskusta nel centro della città di Vaasa. L'edificio, che si sviluppa su cinque livelli, presenta un tardo stile Art nouveau con influenze del classicismo nordico e del romanticismo nazionale.